# Yun*chi
Yun*chi (ユンチ, nascida em 29 de maio) é uma cantora e modelo japonesa
Yun*chi já é conhecida por sua voz através da colaboração com livetune e compilação de covers de músicas de animes. Ela fez sua estreia em novembro de 2012 com o mini-álbum Yun*chi. Ela foi produzida pela ASOBISYSTEM, uma empresa conhecida pelo gerenciamento de artistas como Kyary Pamyu Pamyu e CAPSULE.
Ao ouvir sua mãe cantar todos os dias, ela decidiu em uma idade jovem para se tornar uma cantora. Com a idade de 15 anos ela se dedicou a música jazz e dança, melhorando sua voz e suas habilidades como dançarina. No início de 2012, ela entrou no mundo da moda se tornar um modelo para a revista Hardware girls. Em 2012, suas canções, como " Canário "e" Acredite ", foram incluídos em vários álbuns de compilação, como memórias ~ adeus e Olá ~ e TamStarRecords Coleção . Ela também participou do álbum I ♥ TOKYO ~ PARA AMANTES Anime Music ~ com a canção " Tenshi no Yubikiri ", tema de abertura do anime Kareshi Kanojo no Jijou . Sua estreia oficial foi em 14 de novembro de 2012, quando ela lançou seu primeiro mini-álbum Yun*chi.

## Discografia
Álbuns
- [2014/02/05] Asterisk*

Mini-álbuns
- [2012/11/14] Yun*chi
- [2013/04/17] Agite você*
- [2014/07/02] Starlight*
- [2015/04/15] Ani*Yun ~ cover anime música ~ (アニ*ゆん~ anime cover música ~)

Singles
- [2013/11/13] "Your song*"
- [2014/10/22] "Wonderful Wonder World*"